# 皇室一家
《皇室一家》（英語：The Royal Family）是一部由乔治·S·考夫曼和埃德娜·费伯共同创作的剧本。该剧于1927年12月28日在百老汇塞尔温剧院首演，共演出345场，于1928年10月结束演出。该剧被收录在伯恩斯·曼特尔的《1927-1928年最佳戏剧》中。

## 表演
- 在英国，诺埃尔·科沃德于1934年根据这部剧本在西区剧院执导了戏剧，并改名为《皇家剧院》。演员包括饰演芬妮·卡文迪什的玛丽·坦佩斯特（英语：Marie Tempest）、饰演朱莉·卡文迪什的玛吉·蒂瑟拉吉（英语：Madge Titheradge）以及饰演托尼·卡文迪什（Tony Cavendish）的劳伦斯·奥利弗。[1]
- 2001 年，彼得·霍尔（英语：Peter Hall (director)）执导了该剧在伦敦西区的复排演出，茱蒂·丹契饰演芬妮，哈丽特·沃尔特（英语：Harriet Walter）饰演朱莉，托比-斯蒂芬斯饰演托尼；彼得·鲍尔斯（英语：Peter Bowles）、朱莉娅·麦肯齐（英语：Julia McKenzie）和艾美莉·賓特也参与了演出。[2]
- 2009年该剧在百老汇塞缪尔 J. 弗里德曼剧院（英语：Samuel J. Friedman Theatre）上演，由莫里·耶斯顿（英语：Maury Yeston）负责附带音乐（英语：incidental music），道格·休斯（英语：Doug Hughes）执导，凯丽·巴雷特（英语：Kelli Barrett）饰演格温，安娜·加斯泰尔（英语：Ana Gasteyer）饰演吉蒂，約翰·葛洛佛饰演赫伯特，罗斯玛丽·哈里斯饰演芬妮，简·麦克斯韦尔（英语：Jan Maxwell）饰演朱莉，拉里·派恩（英语：Larry Pine）饰演吉尔伯特，托尼·罗伯茨（英语：Tony Roberts (actor)）饰演奥斯卡，雷格·罗杰斯（英语：Reg Rogers）饰演托尼·卡文迪什。[3]

## 进一步阅读
- Kaufman, George S.; Ferber, Edna.  First. Garden City, New York: 道布尔戴出版社 & Company, Inc. 1928. OCLC 1490010.